# 孟知祥
後蜀高祖孟知祥（874年6月9日—934年9月7日），字保胤，邢州龙冈（今河北邢台市西南）人。后唐太祖李克用婿。他是五代十国时期后蜀開國皇帝（934年在位），在位不到1年，享壽61岁。

## 生平
后唐建立后，以孟知祥为太原尹充西京副留守。
后唐灭前蜀后，任孟知祥为西川节度使。孟知祥不久即谋求独立，先和东川节度使董璋合作，击退后唐来讨伐的军队。932年，又与董璋决裂，董璋来攻打孟知祥，反被消灭。933年，孟知祥被后唐封为蜀王。934年正月，他不受后唐闵帝检校太师的官爵，在众臣劝进下在成都即皇帝位，建国号“蜀”，史称“后蜀”、“孟蜀”，改元“明德”。

### 逝世
孟知祥只做了7个月皇帝就病重了，臨終時，由第三子（按孟知祥夫妇墓志铭，实为第五子，孟知祥前两个儿子疑因早夭故未序齿）孟昶监国。孟知祥死后，秘不发丧，王处回与赵季良立孟昶后才发丧。孟知祥谥号为文武圣德英烈明孝皇帝，庙号高祖。

#### 陵墓
其墓称和陵，位于四川省成都市北郊青龙乡石岭村的磨盘山南。陵墓以青石砌筑，建22级阶梯通向墓室。墓呈圆锥形，主室高8.16米，直径6.7米，是在南方少有的具五代后蜀的北方草原建筑风格的陵墓。现已发掘。

### 影响
孟昶继位后，后唐末帝被河东节度使石敬瑭联合契丹进攻，父老建议他效法唐玄宗、唐僖宗入蜀再图恢复，末帝说孟氏已在西川称帝，自己无处可去，随后自焚，后唐灭亡。

## 家庭

### 妻妾
1. 李皇后（873－932）：李克用长女，亦即后唐莊宗李存勗胞姐[註 1]，同光三年十一月封琼华长公主。天成三年，後唐明宗改封琼华公主为福庆长公主。長興三年正月去世，四年，追冊為晉國雍順長公主。
2. 李贵妃（？－965）：后唐莊宗李存勗登基前的妾室，孟昶生母，后为太后。

### 妹
1. 孟氏：嫁李克用弟弟李克寧，生李存瓌。后李克宁图谋取代李存勖事败被杀，孟氏被遣回孟知祥处

### 子女

#### 子
1. 孟貽範：福庆长公主所生，于长兴三年（932年）前早夭
2. 孟貽邕：福庆长公主所生，于长兴三年（932年）前早夭
3. 孟貽矩：摄彭州刺史、银青光禄大夫、检校尚书、左仆射、兼御史大夫、上柱国
4. 燕王 孟贻邺：左右牢城都指挥使、金紫光禄大夫、检校尚书右仆射、兼御史大夫、上柱国
5. 後主 孟仁贊
6. 夔恭孝王孟仁毅（？－955）
7. 雅王 孟仁贄（928－971，字忠美）
8. 彭王 孟仁裕（927－970，字鳴謙）
9. 嘉王 孟仁操（？－986）

#### 女
1. 崇华公主 孟久柱：丈夫伊延瓌，生子伊審徵。
2. 玉清公主 孟延意：丈夫或為董璋之子董光嗣。
3. 金仙公主：嫁匡国奉圣叶力功臣清河张虔钊长子张匡弼。[4]
4. 兰英公主：嫁孙汉韶长子孙晏琮。[5]

### 孫
1. 孟德崇：孟貽鄴之子[6]。
2. 孟玄喆（938－992）：孟昶長男，初封秦王，後為太子。
3. 孟玄珏（？－992）：孟昶次男，封褒王。
4. 孟玄寶（944－950）：孟昶三男，封遂王。

## 影視形象

### 電視劇
| 年份   | 地區         | 作品         | 演員 |
| 2011年 | 中國湖南衛視 | 《倾世皇妃》 | 蒋恺 |

## 延伸阅读
[在维基数据编辑]
 在维基文库阅读此作者作品
 《舊五代史/卷136》，出自薛居正《舊五代史》